# Российско-чеченские отношения
Первые сведения о российско-чеченских отношениях относятся ко второй половине XVI века. Этот период характеризуется активизацией политики России на южном направлении. В 1567 году на границе расселения чеченцев у места впадения Сунжи в Терек русскими была поставлена крепость Терки с крупным гарнизоном и артиллерийским отрядом.

## XVI век
Установление союза с северо-кавказскими народами и укрепление позиций России в регионе вызвало беспокойство Крымского ханства и Османской империи. В 1569 году для защиты своей сферы влияния от притязаний России ими был предпринят совместный поход на Астрахань, который, однако, окончился провалом. Тем не менее, по итогам достигнутых в 1571 году соглашений российская сторона была обязана снести крепость. В 1578 году крепость была Иваном Грозным восстановлена, но по требованию турецкого султана Мурада III снесена вновь.
В 1578 году началась ирано-турецкая война. Сефевидское государство, искавшее союзников в борьбе с Турцией, нашло поддержку российской стороны. Терские казаки и чеченцы взяли под контроль дороги между Дербентом и Крымом, ловили турецких гонцов и вступали в бои с турецкими вооружёнными формированиями. В 1582 году чеченцы под руководством Ших-мурзы Окоцкого приняли участие в боевых действиях против турок в районе Дербента. В 1583 году отряд Ших-мурзы в составе 500 чеченцев и 500 казаков разгромил отряд турецкого полководца Осман-паши, что стало предметом многолетних претензий турецкой стороны к России.
В 1588 году крепость Терки при содействии Ших-мурзы Окоцкого была воссоздана вновь. С этого времени Россия начинает расселять казаков в районе слияния Терека и Сунжи. Первоначально казаки жили здесь на вре́менной основе, промышляя рыбной ловлей, охотой, службой у местных воевод и грабежом торговцев. Во второй четверти XVII века они начинают переходить к оседлости.
Представители северокавказских народов и общин неоднократно обращались с просьбой принять их в российское подданство, надеясь освободить Кахетию от персидского гнёта и не дать Турции завоевать их земли. К середине XVI века в военно-политический союз с Россией вступают ряд кабардинских феодалов и черкесы Пятигорья. Российское государство в середине XVI века заключило с Кабардой соглашение о переходе в российское подданство в октябре 1588 года, когда ко двору царя Фёдора Иоановича прибыло чеченское посольство, во главе которого стоял племянник Шиха Окоцкого Батай. В результате переговоров представители Ших-мурзы признали себя вассалами русского царя. Соответствующие изменения были внесены в титулатуру Фёдора Иоановича. Иностранные государи были проинформированы о вступлении ококов в русское подданство. Кахетинский царь Александр II обратился с просьбой к Иоанну IV с просьбой о полном подданстве России. Российско-чеченское соглашение было подписано в 1589 году.
В результате Ших-мурза становится заметной фигурой на Северном Кавказе. Его действия привели в российское подданство хана Аварского и «Чёрного князя», к Окоцкому обращался за помощью царь Кахети Александр II. В августе 1589 года Ших-Мурзе были доставлены именная царская грамота и царское жалование. 25 сентября 1589 года по примеру Окоцкого в вассальные отношения с русским царём вступает нахский феодал Салтан-мурза.
Весной 1590 года был заключён Константинопольский договор, по условиям которого Турции отошло Закавказье и она вышла к побережью Каспийского моря. Это привело к активизации антитурецкой политики России. В том же году был восстановлен Сунженский острог, а на следующий год был организован поход на владения неподконтрольного России дагестанского шамхала, в котором приняли участие Ших-Мурза и ряд кабардинских князей.
Поход не принёс больших военных результатов, но вызвал большой негативный международный резонанс. В ответ турками был предпринят поход на Терек и Сунжу. Эскалацию конфликта предотвратили уступки российской стороны и начало турецко-австрийской войны.
В 1594 году царские войска с союзными им горцами вновь двинулась в дагестанское шамхальство. Шамхал, собрав представителей Дагестана, Кабарды и Чечни, нанёс своим противникам тяжёлое поражение — в битве его неприятель потерял около 3 000 человек.
Это поражение России имело тяжёлые последствия для её союзников в регионе. Ших-мурза был убит, Окоцкое владение разорено, а имена союзников Ших-Мурзы исчезли из исторических источников. 160 окоцких семей бежали в Терский город, где основали Окоцкую слободу. Часть беглых чеченцев устроилась на российскую службу. Территория Окоцкого владения вошла в состав дагестанского княжества Эндирей. Последнее было кумыкско-чеченским по национальному составу, а в политическом плане оспаривало региональную гегемонию шамхальства.
В этот период для наблюдения за ситуацией в регионе Россия стала направлять казаков. При этом в переписке с турецкой стороной представители русского царя утверждали, что «на Тереке живут воры, беглые казаки без государева ведома». Но в грамотах иранскому шаху открыто говорилось, что эти казаки русские подданные, ведущие войну против влияния Турции по приказу царя.
С середины XVI века Россия, исходя из геополитических, стратегических и иных интересов, устанавливала своё влияние на Кавказе преимущественно мирными средствами. Отношения России с Кавказом, несмотря на часто вспыхивающие конфликты и разногласия, в целом носили мирные политические и торгово-экономические отношения. Создание военно-политического союза было выгодно и чеченской, и российской стороне.
Россия в кавказском регионе не только преодолевала сопротивление общин и народов, в регионе шёл постоянный поиск мирных средств для установления взаимовыгодных отношений.

## XVII век
Мой конь быстрее всех на свете,

А сталь меча остра.

А коль винтовка за спиною,

Что нужно мне еще тогда?;.
Царь Борис Годунов, положение которого было шатким, для укрепления своего влияния нуждался во внешнеполитических победах. Кроме того, к этому обязывали обещания, данные Грузии. С этой целью в 1604 году им было направлено на Кавказ 10 000 стрельцов во главе с воеводой Ефимом Бутурлиным. Осенью того же года при поддержке части местного населения стрельцами были захвачены Эндирей, Тёплые воды (вероятно село Мелчхи в Чечне) и столица шамхальства Тарки. Ими были сооружены укрепления, которые стали опорной базой для их набегов на дагестанские и чеченские аулы, грабежа и захвата в плен местного населения.
Эти действия вызвали всенародное возмущение. Только князь Салтан-Магмут Эндирейский, в чьи владения входила Окоцкая земля, выставил против русских 13 000 воинов. Самый влиятельный феодал Дагестана шамхал Тарковский собрал не меньшее войско. Весной 1605 года были уничтожены все русские укрепления на Сулаке и Акташе, а основные их силы были полностью разгромлены. Это поражение было также одним из факторов, пусть и не самым значительным, приведших к падению Годунова.
Иранский шах Аббас I Великий в 1605 году оттеснил османов из Прикаспия, Азербайджана и Грузии. В 1606—1607 годах большая делегация феодалов Северо-Восточного Кавказа посетила Иран и была хорошо принята при дворе шаха. Те же феодалы поддерживали хорошие отношения и с Терским городом, дабы иметь возможность в политической борьбе опереться на поддержку России. Целью воевод Терского города было «меж ими учинить рознь и от их бы приходу тем уберечи… государев Терский город». Поэтому они принимали участие в междоусобных стычках горцев. Например, в 1610—1611 годах эндирейский князь Салтан-Магмут совместными усилиями русских и его противников из числа горцев был вынужден отойти в горную Чечню. В этой междоусобице шах Аббас принял сторону противников Салтан-Магмута, так как последний был неподконтролен шаху.
20 ноября 1612 года был подписан договор между Османской империей и Ираном, по которому «шамхал-хан и другие правители Дагестана объявлялись верными слугами султана». В трактовке османов под Дагестаном понималась вся территория от Каспия до Кабарды. Но уступка Северо-Восточного Кавказа не входила в планы Аббаса. Поэтому осенью 1613 года он вторгся в Грузию, имея стратегической целью завоевание всего Кавказа. Более того, пользуясь смутой в России он надеялся овладеть Астраханью. Атаман Заруцкий желал отторгнуть от России астраханские земли и полагался в этом на поддержку Ирана. Но в мае 1614 года он был разбит отрядом из Терского города при поддержке части местного населения. Это способствовало укреплению власти вновь избранного царя Михаила Фёдоровича, первого царя из династии Романовых.
После окончания Смуты обстановка на Северном Кавказе несколько успокоилась. В 1615 году в Терском городе появилось горское владение, возглавлял которое князь Сунчалей Черкасский, а основную часть населения составляли выходцы из Чечни.
В 1635 году на северо-востоке Чечни был построен Сунженский острог, формально — по просьбе эндирейских князей, фактически — для противодействия Турции и Ирану. В 1639 году подписанием Забарского мирного договора были разделены сферы влияния великих государств на Кавказе.
В 1641 году войска кумыкско-чеченского (по национальному составу) Эндирейского княжества на реке Малка разбили объединённые русско-кабардинские силы. Эта победа дала княжеству политическую независимость и подняла его влияние в регионе, а князья Малой Кабарды стали вассалами князя Казаналпа Эндирейского.
В 1651 году Сунженский острог был восстановлен российской стороной. Острог и прилегающие посты были расставлены так, чтобы контролировать все коммуникации между Ираном, Турцией, Крымом и местными феодалами. Это вызвало возмущение торговцев и политиков, чьи интересы оказались затронуты. Торговцы и феодалы несли убытки, Иран и Турция опасались усиления России в регионе. В 1651—1653 годах для уничтожения острога дагестанскими феодалами при поддержке иранских войск были совершены два похода. Осенью 1651 года тарковский шамхал Сурхай, эндиреец Казаналп, ряд других местных князей и 700 иранских воинов направились в поход. Однако отрядам русских казаков и стрельцов, Муцала Черкасского и их союзников удалось отбить нападение.
Весной 1653 года к острогу направилось уже 20-тысячное горское войско в сопровождении нескольких тысяч иранцев с артиллерией. Защитники были вынуждены оставить острог, который был тут же разрушен. Иранцами и их союзниками планировалось также разрушить Терский город и полностью ликвидировать российское присутствие на Тереке. Но в результате переговоров и взаимных уступок эскалации противостояния удалось избежать.
В середине XVII века грузинский царь Теймураз I в борьбе с Ираном потерял часть своих владений и вынужден был уйти в горы, где заручился поддержкой хевсуров, пшавов, тушинцев и кистинцев. Теймураз решил признать себя подданным России, чтобы получить помощь в борьбе против Ирана. В этих планах большое значение приобретало расположенное в Чечне Аргунское ущелье, которое было важной дорогой на пути из России в Закавказье. В 1657 году Теймураз посетил Москву. Но русское правительство отказало ему в помощи, так как не хотело портить отношения с Ираном.
В 1668 году отряды Степана Разина появились близ Терского города, затем через дагестанское шамхальство двинулись к иранским провинциям на побережье Каспия. Следом за ним через Чечню прошли желавшие присоединиться к Разину донские казаки. Вернувшись из похода повстанцы захватили Астрахань. Осенью 1670 года в Терском городе вспыхнуло восстание сторонников Разина. Восставшие перебили царскую администрацию, но не смогли добиться поддержки горцев. В 1671 году царские войска подавили восстание.
В 1677 году началась очередная русско-турецкая война. Боевые действия проходили главным образом на Украине. Участие в этой войне приняли и кавказские горцы: 4 000 воинов под руководством князя Касбулата Черкасского. В составе полка были также несколько сот чеченцев-окочан. Полк сражался под Чугуевым, Чигирином, Харьковом и благодаря своим боевым качествам заслужил уважение в русской армии. Накануне окончания войны князь Черкасский выступил также в роли посредника в русско-крымских переговорах.
В 1686 году Россия присоединилась к Священной лиге и, включившись в новую русско-турецкую войну, впервые перешла к активным действиям на Кавказе. Обе стороны пытались привлечь горцев на свою сторону. Так, например, Тарковский шамхал отказался от предложения крымского хана принять участие в войне на своей стороне. В 1687 году князь Василий Голицын предпринял поход на Крым. Провал этого похода привёл к росту влияния крымчан в регионе. Поэтому когда в 1689 году Голицын возглавил второй поход на Крым, на помощь крымчанам пришли, согласно крымским источникам «около 50 000 кумуков, черкесов и яман-саков (ногайцев)», что показывает масштаб падения влияния России в делах Северного Кавказа. В то же время во втором крымском походе на стороне России из числа горцев участвовали 222 человека, из которых около ста были окочанами.

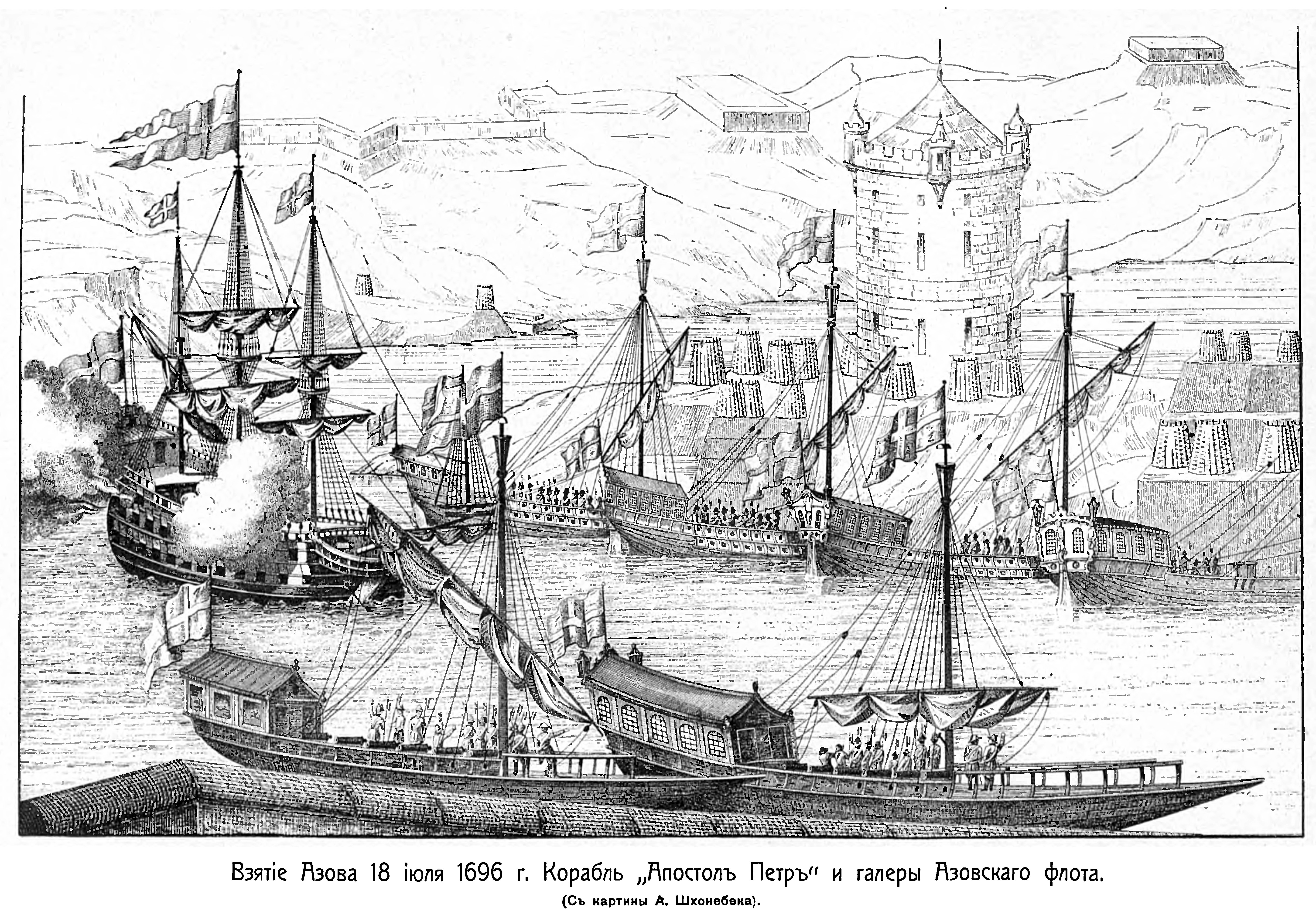
А. Шхонебек. Взятие Азова. 1696 год.

В 1696 году Петру I удалось взять крепость Азов. В 1700 году был заключён Константинопольский мирный договор между Россией и Турцией. По условиям договора российская сторона освобождалась от ежегодной дани в пользу Крымского ханства. Получив передышку на юге, Россия перенесла центр тяжести своей политики на север и вступила в Северную войну. Турция по итогам русско-турецкой войны утратила значительную часть своего влияния в регионе, а Иран вступил в новый век в состоянии глубокого экономического упадка.

## XVIII век
В феврале 1708 года в Чечне произошло антироссийское восстание под руководством Мурата Кучукова. Одной из причин восстания были злоупотребления царских воевод, находившихся в Терском городе и дискриминационная экономическая политика в отношении горцев. Восстание было первым выступлением подобного рода в Чечне.
Вскоре под началом Кучукова собралось более 1600 вооружённых бойцов. Первый приступ Терского города был относительно успешным: восставшим удалось захватить часть города, уничтожить укрепления и административные здания. Но в конце февраля при поддержке подоспевшего к защитникам подкрепления повстанцы были разгромлены, а Мурат Кучуков — пленён.
Восстание 1722 года в Чечне произошло из-за отказа части чеченцев и эндирейцев присягнуть на верность России. Недовольство горцев было вызвано теми же причинами, что и предыдущее восстание 1708 года — дискриминацией горцев, большими пошлинами и коррупцией администрации Терского города. Не имея стимулов к торговле, горцы создавали вооружённые отряды и совершали набеги на Терки. В июле 1722 года в Чечню прибыл конный корпус под командованием бригадира Ветерани. Корпус состоял из трёх драгунских полков численностью 2 000 человек и 400 казаков. Однако он был окружён чеченцами и эндирейцами общей численностью 5-6 тысяч человек. Поход окончился неудачей. Второй карательный рейд под командованием поручика Кудрявцева привёл к поражению восставших, которые были вынуждены признать своё российское подданство.
Дискриминационная политика царизма в отношении горцев послужила причиной восстания 1732 года. Эпицентром восстания стали сёла Чечень и Эндери. 4 июля 1732 года граф Дуглас во главе колонны из 1200 солдат и 300 казаков выдвинулся из крепости Святого Креста на подавление восстания. Однако, доверившись слухам о бегстве чеченцев, он остановился, отправив к селу Чечень небольшой отряд, который был окружён восставшими и уничтожен.

Понеже чеченцы время от времени приходят в вящую дерзость и потому немалое предстоит сумнение, чтобы к ним и другие горские народы, видя, что их противности без наказания остаются, что далее, то больше приставать не стали и в тамошней стороне общего возмущения не причинили, то по сему резону, тем более, что они себя и в оборонительное состояние приводить уже тщатца, учинением против них действительных поисков замедлить не должно.
(Екатерина II — Указ Кизлярскому коменданту от 19 января 1758 года.)
Для контроля над местным населением царская администрация пыталась использовать тактику захвата в заложники чеченских узденей. На деле эти действия только провоцировали новые выступления чеченцев. Так, захват в 1757 году двух знатных чеченцев привёл к новому восстанию. Для его подавления была снаряжена карательная экспедиция русских войск во главе с генералом фон Фрауендорфом, в состав которой вошли также терские и гребенские казаки, а также отряды калмыков и кабардинцев. Боевые действия продолжались несколько месяцев, в течение которых, однако, произошло лишь одно крупное сражение, в ходе которого русские овладели селом Новые Чечни. В июле 1758 года после окончания похода фон Фрауендорф докладывал, что чеченцы «в покорение не пришли». Но и чеченцы не одержали победы и не извлекли никакой выгоды из провала экспедиции Фрауендорфа. В качестве причин неудач горцев исследователи называют отсутствие авторитетного руководителя, программы действий и достаточных сил для противостояния русской военной машине.

### Движение шейха Мансура

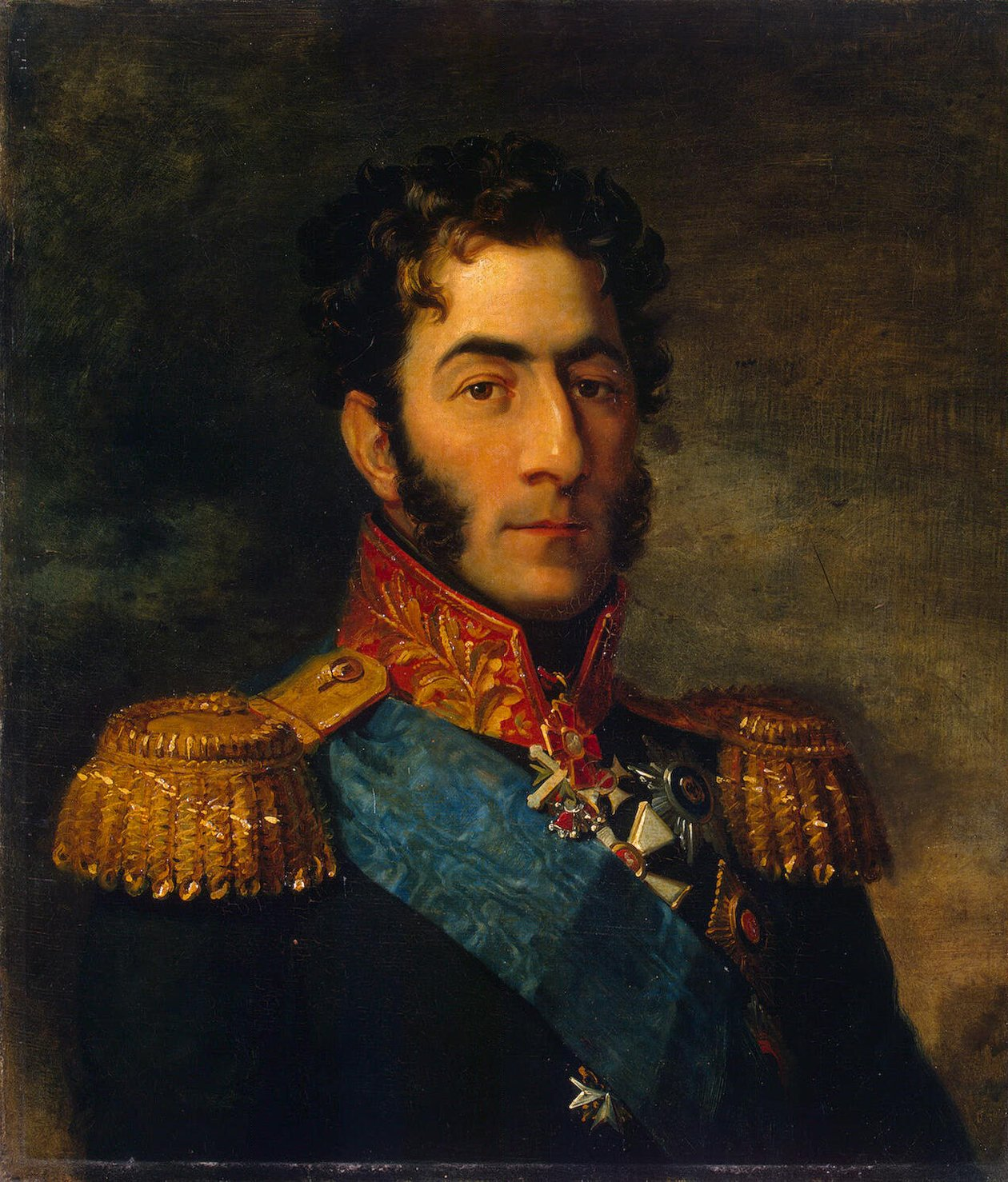
Пётр Иванович Багратион. Художник Джордж Доу (1825).

В 1785 году на Северном Кавказе началось первое объединённое движение горцев против российской экспансии под руководством шейха Мансура. Оно началось на территории Чечни, но вскоре охватило и соседние регионы. Сразу после получения сообщений о появлении в Чечне авторитетного лидера, могущего представлять опасность для интересов России в регионе, русской стороной были предприняты меры для укрепления своих опорных пунктов на Кавказе. Кроме того, был сформирован отряд во главе с полковником Пиери, имевший целью захват шейха Мансура. В состав отряда входил Астраханский пехотный полк, батальон Кабардинского егерского полка, Томский пехотный полк, две гренадёрских роты и несколько сот терских казаков (всего более 2 000 солдат и офицеров). 6 июля 1785 года отряд Пиери вошёл в село Алды, где жил шейх, но дома его не обнаружил. Тем временем жители села отрезали отряду путь к отходу. При попытке прорыва отряд был разгромлен восставшими. Уйти смогла лишь небольшая его часть. Были убиты более тысячи человек, 162 захвачены в плен (впоследствии были выкуплены русскими). Среди спасшихся оказался унтер-офицер князь Пётр Багратион.
Пытаясь развить военный успех, повстанцы в количестве 5 000 человек 15 июля 1785 года попытались овладеть Кизляром. Вместе с чеченцами в нападении участвовали кумыки, дербентцы, тарковцы. Однако приступ был отбит и тогда было предпринято нападение на Каргинский редут в пяти верстах от Кизляра. В ходе атаки начался пожар, вскоре достигший порохового погреба и редут взлетел на воздух вместе с защитниками. Было захвачено 4 русских пушки.
Мансур убеждал своих последователей в необходимости захвата Кизляра. Слухи дошли до русского командования и оно предприняло меры для укрепления обороны крепости. Восстание набирало силу на всём протяжении Кавказской линии. Горцы стали открыто уходить от своих старшин и владельцев. Князья Андреевской деревни докладывали: «Народ из повиновения вышел, есть у них намерение, чтобы нас из деревни выгнать».
21 августа того же года Мансур предпринял новое нападение на Кизляр. Однако русское командование, знавшее о планах Мансура, не теряло времени и сильно укрепило крепость. Горцы в ходе штурма понесли тяжёлые потери и вынуждены были отступить.
30 октября 1785 года в ущелье между Малой Кабардой и Григориполисским укреплением произошло столкновение между отрядами Мансура и русскими войсками под командованием полковника Лариона Нагеля. Горцы пытались завлечь русских в лесные чащи, однако им это не удалось. Тогда они сами перешли в атаку, но были отбиты. 5-часовой бой окончился без определённых результатов.
Царские войска стали отходить к укреплению Татартуп. Приняв этот манёвр за отступление, Мансур через несколько дней, 2 ноября, напал на русские войска близ этого укрепления. В этом сражении горцы применили техническую новинку — подвижные щиты на колёсах. Они были изготовлены из двух рядов брёвен с насыпанной между ними землёй. Щиты защищали от огня артиллерии и позволяли горцам приблизиться к русским позициям. Таких щитов было использовано в сражении около 50. Однако они не помогли Мансуру выиграть сражение, и он снова вынужден был отступить.
В сентябре 1787 года на Кавказ прибыл генерал П. С. Потёмкин с 8-тысячным войском и 35 орудиями. Он имел задание покончить с восставшими. В этот момент Мансур со своими 8 000 горцев и закубанцев расположился в междуречье между Урупом и Лабой. 20 сентября русскими были получены сведения о том, что Мансур находится в Зеленчуке. Передовой отряд под командованием полковника Ребиндера, посланный захватить шейха, не обнаружил его на месте, но столкнулся с передовым отрядом черкесов и вагенбургом, состоящим из 600 арб. Используя численное и техническое превосходство, русские уничтожили черкесов, не щадя при этом даже женщин. В ходе боя царские войска также понесли немалые потери.
На следующий день отряд Ребиндера был атакован Мансуром. По ходу боя горцы стали теснить царские войска. Но в этот момент на помощь Ребиндеру пришли астраханские эскадроны премьер-майора Львова и гренадёрский батальон секунд-майора Дорша, которые склонили чашу весов на свою сторону.
22 сентября 1787 года произошло новое сражение. Русскими войсками командовал генерал Ратиев. Накануне к Мансуру подошло подкрепление из числа абазин, бесленейцев, кипчаков и темиргойцев. Тем не менее и на этот раз успех сопутствовал русским. 24 сентября ближайший к месту сражения горский аул был сожжён царскими войсками.
Осенью 1789 года Мансур установил связи с народами, живущими на северо-востоке от Каспия и подвергавшимися притеснениям со стороны России. В середине 1790 года он вернулся на родину и стал собирать своих сторонников для нового нападения на Кизляр. Однако его призывы не получили прежней поддержки, и осенью того же года он ушёл в Анапу. В 1791 году генерал Гудович штурмом взял Анапу. Мансур был пленён и отправлен в Санкт-Петербург. Его приговорили к пожизненному заключению. Он скончался 13 апреля 1794 года в Шлиссельбургской крепости.

## XIX век

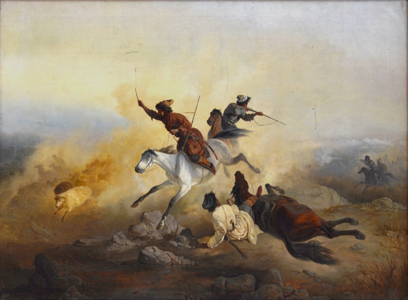
Неизвестный художник. Возвращение с набега. XIX век.

В начале XIX века обострилась борьба за Кавказ: к давним соперникам, оспаривавшим доминирование в регионе (Россия, Турция, Иран), добавились новые — Франция и Англия. Последние не имели возможности вступить в прямую борьбу, поэтому подталкивали Иран и Турцию к войнам против России с целью не допустить её усиления.
В 1801 году Россия присоединила Грузию. Это радикально изменило ситуацию на Кавказе. Царизм больше не нуждался в союзах с местными феодалами и политическими образованиями. Был взят курс на установление прямого российского правления и полное лишение горских феодалов политической самостоятельности. Чечня, Кабарда и Дагестан оказались зажаты между Кавказской линией и Грузией. Реализация планов царского правительства становилась лишь вопросом времени.
К концу XVIII — началу XIX веков установились договорно-подданнические отношения между царской властью и большинством равнинных чеченцев. С жителями горных районов таких отношений не было. Горцы совершали периодические набеги на Кавказскую линию. В официальной и историко-этнографической сфере сложилось деление чеченцев на «мирных» (с которыми договорно-подданнические отношения сложились) и «немирных» (с которыми таких отношений не было). На русских рынках чеченцы продавали сельскохозяйственную продукцию и продукцию домашних промыслов, приобретали русскую мануфактуру и железо.
Одновременно происходил переход к военно-колониальным методам управления местным населением. Началось заселение бассейна Терека казаками, что приводило к возмущению чеченцев, терявших свои угодья и пастбища. После разгрома восстания Мансура до 1807 года российской стороной не предпринималось крупных военных акций в Чечне. Но каждый набег горцев на Кавказскую линию вызывал нападение казаков или царских войск на чеченцев. При этом зачастую подвергалось нападению и разорялось ближайшее мирное поселение, что не способствовало улучшению отношений в регионе. Ответные действия горцев представляли собой нападения мелких групп на посты, пикеты и станицы, в ходе которых угонялся скот и захватывались пленные.
Чеченской стороной предпринимались усилия по мирному разрешению возникающих противоречий. Так, в 1799 году в Науре состоялись переговоры между царской администрацией и частью равнинных чеченских обществ, представленных представителями духовенства и знати. По итогам переговоров был подписан документ, регулирующий двусторонние отношения. В качестве гарантий соблюдения договорённостей представители чеченской делегации присягнули на Коране и оставили семь аманатов. Генерал Карл Кнорринг докладывал Павлу I:
… все сии чеченские народы, простирающие до 10 тысяч человек, защищаться оружием могущих, введены в совершенное полезное для здешнего края обуздание…
Чеченцы, принявшие российское подданство, при сохранении внутреннего самоуправления могли стать силой, способной распространить русское влияние на всю Чечню. Это была уникальная ситуация, подобной которой не было на всём Северном Кавказе, чтобы не отдельные феодалы, а значительная часть местного населения придерживалась пророссийской ориентации. Проблема состояла в том, что, во-первых, «мирные» чеченцы, на которых возлагалась обязанность защищать Кавказскую линию от других горцев, не могли этого сделать, а во-вторых, в этот период российская сторона редко искала мирные пути разрешения конфликтов, предпочитая решать проблемы силой оружия.
И без того непростые российско-чеченские отношения обострились ещё больше после назначения в 1802 году наместником Кавказа П. Д. Цицианова. В отличие от Кнорринга, готового в отдельных случаях договариваться с горцами, Цицианов пытался решать проблемы отношений с горцами исключительно с помощью силы. При этом впервые в истории региона Цицианов начал уничтожать хлеб, выращенный горцами, и отгонять их скот, чтобы лишить их средств к существованию.
В 1803 году Цицианов направляет в поход на Чечню командующего Кавказской линией генерала Шепелева с приказанием «наказать их [чеченцев] отнятием хлеба, как важнейшего из всех наказаний» и отгонять их скот. При этом Шепелев имел приказ «наказывать» всех чеченцев, не различая «мирных» и «немирных». В походе участвовали гребенские казаки, Саратовский, Моздокский и 15 егерский полки, 5 эскадронов драгун и несколько рот Кизлярского гарнизона. 25 июня отряд внезапно напал на сёла Истису и Наимберды. Из-за неожиданности набега чеченцы не смогли оказать сопротивления. В результате было убито 9 чеченцев, один захвачен в плен, уничтожен урожай хлеба, угнано 960 голов рогатого скота, 127 буйволов и 24 лошади. Со стороны нападавших потерь не было.
Ты зрел, как Терек в быстром беге

Меж виноградников шумел,

Где часто, притаясь на бреге,

Чеченец иль черкес сидел

Под буркой, с гибельным арканом;.
Летом и осенью того же года были совершены ещё два рейда на чеченские сёла под командованием майора Савельева. Следствием этой политики стало обострение обстановки в регионе и увеличение числа нападений на Кавказскую линию. Генерал В. А. Потто сообщал о множестве примеров, когда в 1803—1804 годах чеченцы проникали за Кавказскую линию и действовали близ Моздока, Екатеринодара и других районах.
В 1804 году Цициановым был выдвинут план создания Сунженской линии. Она создавалась для расширения присутствия России на Северном Кавказе и разобщения горских народов с целью облегчения их завоевания. В 1805 году для рекогносцировки на Сунжу был направлен отряд под началом полковника Рудзевича. Отряд подвергся нескольким нападением и с трудом выполнил задание. Занятость Цицианова и его гибель в 1806 году не позволили ему завершить строительство линии.
Победы России над османами на рубеже XVIII—XIX веков укрепили её положение на Северном Кавказе. К тому же у царских властей были установлены вассально-подданнические отношения со значительной частью горцев. Поэтому у руководства страны сложилось впечатление, что установление полного господства в регионе не составит большого труда. Планировалось путём замирения Северного Кавказа обеспечить спокойный тыл и приступить к дальнейшей экспансии в Закавказье и на Среднем Востоке. Для ускорения этого процесса руководителями региона и назначались сторонники силовых методов, подобные Цицианову. Следование этой политике привело к обострению отношений России с Чечнёй и Дагестаном и восстаниям 1804 года в Осетии и Кабарде.
После убийства Цицианова борьбу между собой за главенство на Кавказе начали генералы Григорий Глазенап, Пётр Несветаев и Семён Портнягин. Но из Петербурга был прислан новый наместник генерал Иван Гудович. Россия находилась в состоянии войны с Францией и Ираном, и возникла реальная угроза новой войны с Турцией. В этих условиях на Кавказе нужно было вести осторожную политику, что и знаменовало собой назначение Гудовича.
Успех русской политики в Закавказье во многом зависел от безопасности сообщения по Военно-Грузинской дороге. Политика Цицианова, настроившая горцев против царизма, привела, в частности, к тому, что в 1804 году горцы заблокировали движение по ней. Поэтому было принято решение проводить в отношении горцев такую политику, которая не провоцировала бы их на противостояние с Россией. Такая линия продолжалась вплоть до окончания наполеоновских войн. Исключением из этого правила стала Чечня.
К 1805 году рейды царской армии в Чечню и набеги чеченцев на Кавказскую линию стали происходить регулярно. Сразу после подавления восстания в Кабарде в 1804—1805 годах генералом Глазенапом планировалось предпринять крупную военную операцию в Чечне. Подготовка такой операции требовала времени. Обострение ситуации в Дагестане и убийство Цицианова вынудили отложить этот поход.
По просьбе царя Гудович подготовил план своих действий на Кавказе, в котором особое внимание уделялось Чечне. План включал в себя разрешение чеченцам селиться близ Кавказской линии, что упростило бы контроль царской администрации над ними и приведение их в полную покорность. Кроме того, предполагалось предоставить чеченцам право беспошлинной торговли и выпаса скота в степях близ Терека. Видимо, Гудович не знал о планах Глазенапа провести военную операцию в Чечне. План получил полное одобрение Александра I.
В конце июля 1806 году Гудович начал переговоры с чеченской и кабардинской знатью об урегулировании отношений. Ему было заявлено, что напряжённость вызвана притеснениями царских властей. Гудович требовал прекращения набегов на Кавказскую линию, обещая в свою очередь продавать соль по низким ценам, разрешить выпас скота зимой на левом берегу Терека, улучшить положение аманатов и уравнять чеченцев в правах с российскими подданными.
Примерно в то же время чеченцам стало известно о подготовке похода русских на Чечню. В условиях войны с Ираном и угрозы войны с Турцией нападение на Чечню имело превентивно-назидательные цели. Осознавая эту опасность, чеченцы пытались договориться с российской стороной и обращались за посредничеством к кумыкским и грузинским князьям. Такой же диалог пытались наладить ингуши и карабулаки. Но эти усилия оказались напрасными.
По планам русских генералов, в Чечню должны были войти три группы российских войск: со стороны Червлённой — войска командующего войсками Кавказской линии генерала Булгаков (4188 человек из числа казаков и регулярных частей); из Моздока — отряд Мусина-Пушкина (2789 штыков); из Владикавказа — генерал Ивелич (1209 солдат). Войска имели при себе 29 пушек. Ни одна русская экспедиция на Кавказе 1804—1806 годов не была такой многочисленной. Кроме того, Гудович предпринял все возможные усилия для привлечения к походу кабардинцев. Для этого пришлось оговорить специальные наказания для тех кабардинских князей, которые откажутся от участия в рейде. Но и после этого нежелание широких масс кабардинцев участвовать в походе было столь серьёзным, что властям пришлось созвать народное собрание, через которое они протащили нужное решение. Это прибавило к численности войск ещё около 3500 кабардинцев.

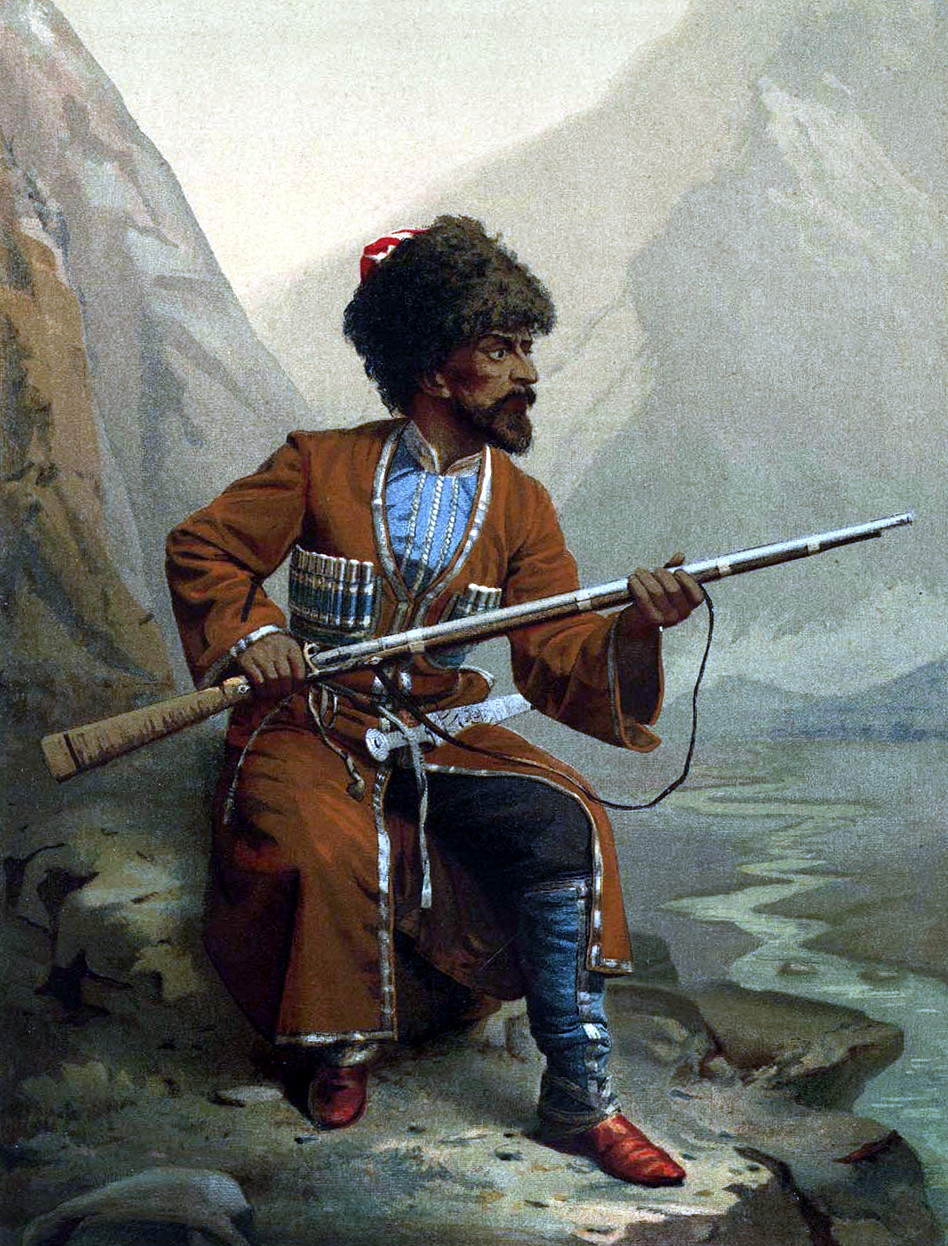
Чеченец. XIX век.

13 февраля 1807 года войска вторглись в Чечню. Отряд генерала Булгакова мог углубиться на территорию Большой Чечни только пройдя Ханкальское ущелье (Железные ворота). К моменту подхода войск чеченцы сильно укрепили ущелье, создав ряды завалов, рвов и засек. В результате кровопролитного сражения русским удалось прорваться через ущелье. В различных докладах Гудовича называются русские потери в количестве от 51 до 63 убитых при 111 раненных, однако артиллерийский офицер Бриммер оценил русские потери примерно в тысячу человек. Генерал Потто, говоря о результатах боя в Ханкальском ущелье, назвал успехи Булгакова ничтожными.
На следующий день Булгаков предоставил войскам отдых, после чего разорил целый ряд чеченских сёл в долине реки Аргун. Чеченцы не вступали в открытое сражение на равнине из-за превосходства царских войск в артиллерии, а по ночам мелкими группами совершали беспокоящие нападения.
14 февраля войска Ивелича и Мусина-Пушкина встретились в верховьях Сунжи и через земли карабулаков двинулись на соединение с Булгаковым. Продвижение было трудным, так как на протяжении маршрута царским войскам приходилось вступать в постоянные перестрелки и выдержать семь сражений. Чеченцы, пытаясь помешать проходу войск, засели в Гойтинском лесу. Булгаков, узнав об этом, выслал в помощь Ивеличу и Мусину-Пушкину 2 тысячи солдат с 4 пушками. Лишь благодаря этой помощи последним удалось прорваться через заслон и 1 марта объединить свои силы близ села Старые Атаги.
Войска двинулись вглубь Чечни по пути уничтожая мелкие сёла. 5 марта близ села Герменчук, бывшего на тот момент самым большим и богатым в Чечне, состоялось крупное сражение с его жителями. На помощь последним пришли жители соседних сёл. Штурм продолжался пять часов, но не дал результатов. Тогда казаки подожгли село со всех сторон. Чеченцы вынуждены были отойти в соседний лес. Жестокость царских войск приняла такой размах, что Гудович писал Булгакову:
вы посланы не для того, чтобы вести войну с чеченскими народами, но наказать их и привести в совершенную покорность.
После окончания похода Гудович и Булгаков докладывали в Петербург:
Чеченцы совершенно покорены силой оружия и приведены к присяге на вечную верность Е. И. В. … [они] … доведены до такого состояния, что долго будут помнить нанесённый им удар, и, конечно, не скоро придут в силу …
По официальным данным, потери царских войск составили 136 убитых и 282 раненных. Но по данным того же Бриммера, при штурме Герменчука русские потери составили до 500 человек. Декабрист Е. Е. Лачинов писал, что близ Герменчука был разбит царский батальон, занимавшийся фуражировкой, при этом его потери составили до 800 человек. Эти и другие свидетельства позволяют утверждать, что цифры официальных потерь русской стороны сильно занижены.
Чеченские потери неизвестны, поскольку их учёт никто не вёл, но, несомненно, они были огромны, поскольку боевые действия затронули и большое число людей, неспособных не только участвовать в боевых действиях, но и просто покинуть место их ведения. Кроме того, значительная часть населения поверила заверениям царских генералов, что мирные чеченские сёла будут пощажены, что дополнительно увеличило число жертв.
Целый ряд историков оценил результаты похода как неудачные. Так, генерал И. Дебу писал, что экспедиция Гудовича «не имела тех блистательных и желанных последствий, каких он ожидал».
В 1807 году целый ряд чеченских сёл принесли присягу на верность России. Тогда же началось установление царской администрации на местах. Местные старшины, не теряя своих прежних полномочий, получали также полномочия частных приставов. Также они становились связующим звеном между царскими властями и чеченским населением. Горцы при необходимости решения вопросов с царской администрацией обращались к старшинам; старшины доводили до населения требования российских властей.
Такая форма управления не вызывала отторжения местного населения, поскольку внешне сохранялся традиционный уклад. При этом старшины становились опорой царизма среди чеченцев. В то же время полномочия приставов получали не все старейшины, а лишь доказавшие свою благонадёжность. В отличие от Дагестана, чеченцы, принявшие присягу в 1807 году, никаких податей властям не платили. Гудович отличался от все остальных своих предшественников и преемников тем, что не только угрожал горцам карами, но и старался держать свои обещания, в том числе в части обещанных горцам льгот и послаблений.
Продолжение политики Гудовича, направленной на постепенное втягивание чеченцев в орбиту российской политики могло привести к постепенному наделению горцев всеми правами российских подданных. Но такая политика была вызвана осложнением для России положения в Европе и Среднем Востоке. Как только такая угроза исчезла царская политика снова вернулась к силовым методам реализации своих планов на Кавказе.
Россия пыталась привлечь на свою сторону наиболее авторитетных чеченских старшин. Бейбулат Таймиев, подчинившись решению схода старейшин о прекращении борьбы с Россией, вступил в переговоры с царской администрацией о переходе на царскую службу. С этой целью Таймиев ездил в Тифлис на личные переговоры с Гудовичем. По их итогам Гудович ходатайствовал о присвоении Таймиеву чина подпоручика и соответствующего жалования. Ходатайство было удовлетворено лично Александром I.
До конца XVIII века опорой царизма в Чечне были дагестанские и кабардинские князья. Однако в начале XIX века эти князья были изгнаны чеченцами или уничтожены. С 1807 года царизм стал создавать опору своей власти в лице нанятых на службу чеченских старшин.
Однако затишье в Чечне оказалось временным, так как суть царской колониальной политики не изменилась. По сообщениям кавказского наместника, «мирные чеченцы жалуются, что терские казаки из мирных деревень едущих ловят, обирают и бьют». Кроме того, горцы видели, как сужается кольцо укреплений вокруг их земель, а также аналогичные процессы в Дагестане и Кабарде. Летом 1808 года нападения на Кавказскую линию возобновились.
В 1809 году был назначен генерал А. П. Тормасов. Примерно в это же время начались волнения среди кабардинцев, участились рейды чеченцев на Кавказскую линию. Бейбулат Таймиев прекратил сотрудничество с царской администрацией и снова выступил против России. Летом 1810 года чеченский отряд во главе с Таймиевым численностью до 600 человек дал русским сражение, в ходе которого Таймиев был ранен. Одной из причин волнений в регионе была также активизация турецкой и иранской агентур, не желавших усиления России на Кавказе. В январе 1810 года Тормасов докладывал:
Ни один год не возникали такие беспокойства от горских народов сопредельной нашей Кавказской линии, как ныне через восстания закубанцев, кабардинцев и чеченцев… Причиною же всеобщего вооружения не что другое, как напряжение Порты Оттоманской возбудить их [горцев] против нас.
В 1809 году чеченцы, ингуши и кабардинцы начали согласовывать свои действия против России. Так, в ноябре чеченская делегация провела в Кабарде переговоры с кабардинскими представителями, в ходе которых было достигнуто соглашение о взаимопомощи. Договорённости не носили антироссийской направленности, но именно так они были истолкованы царской администрацией. Для предотвращения этого опасного для России сотрудничества генерал Тормасов писал Булгакову:
Я поручаю вам стараться как возможно держать в ненависти и вражде кабардинцев к чеченцам.
С целью затруднить контакты чеченцев и кабардинцев друг с другом на границе между ними были выставлены русские войска.
Примерно тогда же у царизма начались проблемы с ингушами, которые без вины пострадали в ходе похода русских войск на Чечню в 1807 году, а позже царская администрация не захотела защитить их от притязаний кумыкских и кабардинских князей. Это привело к тому, что ингуши сами стали участвовать в нападениях на русские укрепления. Одновременно под влиянием чеченцев они начали массово принимать ислам, что было истолковано царскими наместниками как проявление нелояльности. И. П. Дельпоццо писал:
1) соединясь с законом религии Мухамеданской с оными народами, приняли они намерение быть вместе с ними против Российского правительства вечными врагами; 2) удалясь от крепости [Владикавказ] чаяли они навсегда избегнуть от повиновения начальству и обязанности не допускать через себя другого рода разбойников, с коими они всегда имели одну цель и участие… Ингушевский народ … истинно привержен к пользам Российского правительства никогда не был.
5 июня 1810 года чеченский отряд в составе 600 человек стал приближаться к Владикавказу. По просьбе графа Ивелич, на обратном пути на них напали лояльные ему ингуши. В сражении погибли 50 чеченцев и карабулаков, раненными были пленены 23 чеченца. Предвидя ответные действия чеченцев, ингуши обратились к российским властям с просьбой о военной помощи. По требованию российской стороны, пленные чеченцы были переданы царской администрации, а ингуши принесли новую присягу на верность России. После выполнения этих условий в Назрани был размещён российский отряд в составе 200 солдат, 150 казаков и трёх орудий.
В реке бежит гремучий вал;

В горах безмолвие ночное;

Казак усталый задремал,

Склонясь на копие стальное.

Не спи, казак: во тьме ночной

Чеченец ходит за рекой.

Казак плывет на челноке,

Влача по дну речному сети.

Казак, утонешь ты в реке,

Как тонут маленькие дети,

Купаясь жаркою порой:

Чеченец ходит за рекой.

На берегу заветных вод

Цветут богатые станицы;

Веселый пляшет хоровод.

Бегите, русские певицы,

Спешите, красные, домой:

Чеченец ходит за рекой.
28 июня 1810 года к Назрани подошёл объединённый чечено-кабардино-дагестанский отряд численностью 5 тысяч человек, против которого выступили русские войска, поддержанные ингушским ополчением. Успех сопутствовал русско-ингушским силам. Потери противника составили 200 человек убитыми. Раскол между вайнахами углубился настолько, что ингуши уже не могли обойтись без поддержки царских войск, что вынуждало ингушей идти на выполнение всех условий российской стороны. Поскольку теперь за помощью к России начали обращаться всё новые ингушские общества, это было фактическим началом окончательного присоединения ингушей к России. Торопясь закрепить этот успех, царская администрация разместила в Назрани дополнительный контингент и начала строительство укреплений на линии разграничения чеченцев и ингушей, что стало фактором разделения соседних народов и впоследствии затруднило их совместные действия.
После укрепления позиций России в Ингушетии чеченцы перенесли удар на часть Терской линии, проходящую по Чечне. Для наказания чеченцев генерал Булгаков стал планировать новую карательную экспедицию в Чечню, которую предотвратило только его отстранение от должности командующего Кавказской линией и назначение вместо него генерала Ртищева.
Тормасов, не являясь сторонником крайних мер, пытался умиротворить чеченцев торгово-экономическими методами. Для чеченцев открыли два пункта меновой торговли: в Науре — для «мирных» и в Лашурине — для горных. Также для чеченцев были отменены пошлины на приобретаемые и продаваемые товары. В то же время чеченцев обязывали приезжать для торговли без оружия, приезжать только в составе группы, останавливаться в указанных местах, следовать целому ряду других ограничений. Тем не менее, в силу чрезвычайной заинтересованности, чеченцы вынуждены были следовать этим ограничениям. Они продавали продукты животноводства и сельского хозяйства, кустарные изделия, мёд, воск и другие товары и приобретали соль, железо, ткани. Некоторые чеченские ремесленники (седельники, кузнецы, слесари и др.) селились близ русских укреплений и поселений и обслуживали их население. Начала складываться практика приезда чеченцев в русские поселения для участия в уборке урожая и других сельскохозяйственных работах. Расширение торговли способствовало нормализации отношений между сторонами.
Другим направлением политики в отношении чеченцев было поощрение их переселения на подконтрольную царской администрации территорию близ Кавказской линии, где их легче было бы контролировать.
Весной 1811 года Мусин-Пушкин потребовал от чеченцев выдать всех пленных русских и выплатить огромную компенсацию за нанесённый русской стороне материальный ущерб и передать ей в счёт погашения ущерба большое количество скота, при том, что точные цифры ущерба не мог назвать никто. Тормасов своей властью отменил требование материальной компенсации во избежание обострения и без того зыбкой ситуации. Более того, он запретил войскам и казакам переходить Терек даже в случае преследования нападавших, так как в подобных случаях преследователи попутно нападали на чеченские сёла и грабили их.
Одновременно проводилась политика подкупа самых влиятельных чеченских старшин. В 1807—1811 годах русская армия не совершила ни одного рейда на Чечню. Вся эта совокупность факторов привела к тому, что большая часть чеченских обществ стала склоняться к налаживанию мирных отношений с Россией.
Тенденции мирного сосуществования русских и чеченцев приводили к ослаблению власти военных в регионе, что вызывало недовольство последних. Под их влиянием правительством в марте 1811 года вопросы взаимоотношений с чеченцами были переданы крайне неприязненно относившемуся к чеченцам командиру Суздальского полка князю Эристову. Основная масса военных, как и Эристов, считала, что возникающие в русско-чеченских отношениях противоречия нужно решать исключительно силовым путём.

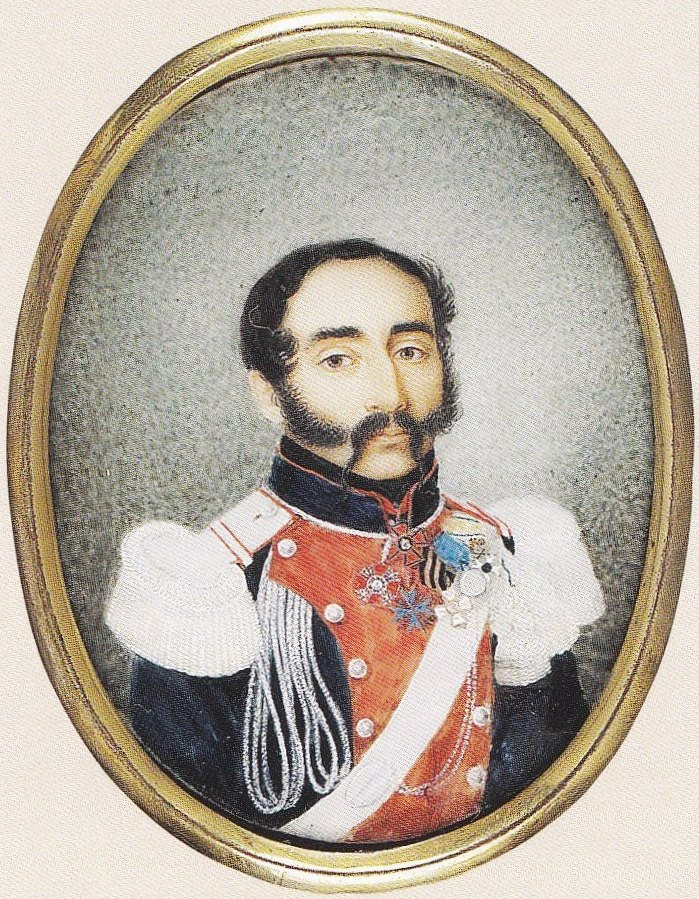
Александр Чеченский

В это же время Франция стала готовиться к нападению на Россию, а также активизировалась деятельность иранской и турецкой агентур на Кавказе. В 1812 году султан Махмуд II обратился к жителям Кавказа с призывом начать джихад против «московских гяуров», который, однако, не встретил поддержки основной массы горцев. Более того, тысячи кавказцев выразили желание вступить в ополчение, чтобы сражаться с войсками Наполеона. Одним из участников Отечественной войны 1812 года был генерал Александр Чеченский.
В 1812 году Ртищев был назначен наместником Кавказа и уехал в Грузию. Командующим Кавказской линией стал генерал Портнягин, а за контроль над Чечнёй отвечал Эристов. Портнягин отменил приказ Тормасова пересекать Терек, что стало началом нового витка напряжённости в российско-чеченских отношениях. 7 января 1813 года отряд, состоящий из 500 пехотинцев, 800 кавалеристов и двух казачьих артиллерийских рот форсировал Терек близ села Шелкозаводское и уничтожил близлежащее чеченское село Бельское. Портнягин ходатайствовал о награждении Эристова за этот рейд, на что Ртищев выразил своё неудовольствие действиями отряда. Ещё более резко высказался Петербург, считавший обострение отношений с Чечнёй во время войны с Францией крайне нежелательным. Однако неудовольствие царя не повлияло на последующие действия Эристова.
После этой акции возобновились нападения чеченцев на Кавказскую линию. Кроме того, в Чечне появились представители царевича Александра, сына грузинского царя Георгия XII, выступавшего за отделение Грузии от России. Царевич Александр пытался поднять горцев на войну с Россией. До 1813 года его деятельность была сосредоточена в Грузии, Осетии, Кабарде и Дагестане. Однако рейд Эристова обострил отношения между Чечнёй и Россией и Александр решил использовать эту ситуацию. С этой целью он стал посещать горную Чечню, где вёл активную агитацию. Кроме того, его агенты закупали в Кизляре большие партии пороха, ружей и сабель для вооружения горцев.
Весной 1813 года Эристов совершил новый рейд, в результате которого были убиты более ста чеченцев, оборонявших своё село. По информации В. А. Потто, были разрушены несколько чеченских сёл. С жителей сёл взяли присягу и аманатов. Обстоятельства экспедиции были представлены Эристовым начальству таким образом, что Эристова нельзя было ни в чём обвинить. По представлению Ртищева Эристов был повышен в звании до генерал-майора и награждён орденом.
Военный историк П. М. Сахно-Устимович писал:
Едва раздается пушечный выстрел, каждый, кто только его услышал, хватается за оружие и спешит туда, куда зовет его опасность. В несколько часов собираются значительные толпы чеченцев, и завязывается жаркое дело.
Летом 1813 года царские войска совершили рейд в Хевсуретию и горную Чечню под предлогом преследования грузинского царевича Александра. В ходе рейда было разрушено около 30 хевсурских и чеченских сёл.
Обострение ситуации на Кавказе не отвечало интересам русского правительства. В 1813 году Портнягин был снят с должности и отдан под суд. Вместо него командующим на Кавказской линии стал генерал Дельпоццо. Но это назначение не привело к улучшению отношений с горцами. После разгрома Франции в 1815 году, русские власти озаботились ситуацией на Кавказской линии и срочно направили сюда более 7 тысяч солдат в дополнение к уже дислоцировавшимся там 6600 пехотинцам и 9 тысячам кавалеристам.

### Ермоловский период

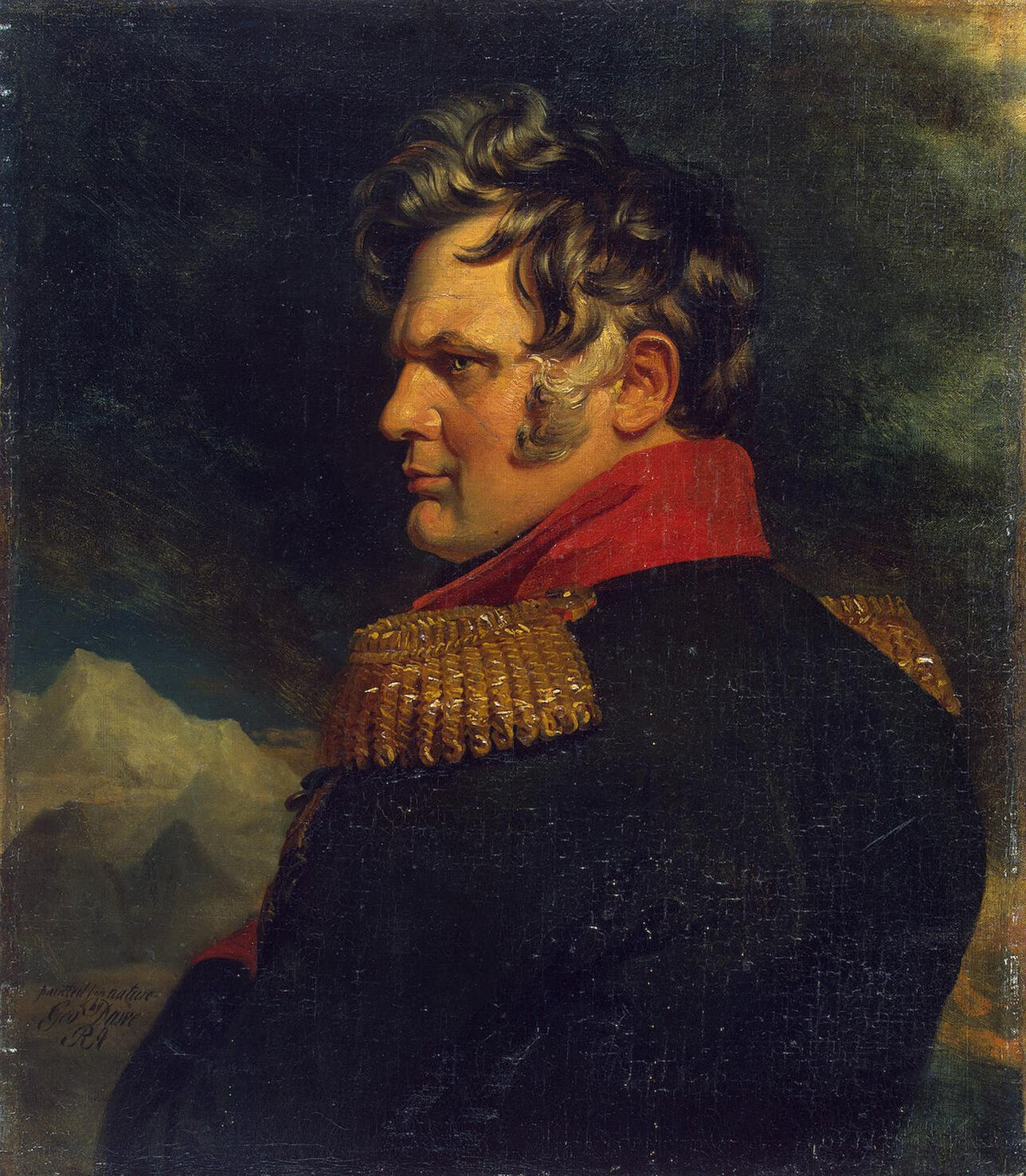
А. П. Ермолов

Поскольку положение России на Кавказе было не таким блестящим, как в Европе, Александр I направил наместником на Кавказ генерала А. П. Ермолова. На него же были возложены обязанности Главноуправляющего гражданской частью в Грузии, Астраханской и Кавказской губерниях, командующего Отдельным Грузинским корпусом, а также чрезвычайного посла в Иране. В 1817—1818 годах им были представлены планы освоения Кавказа, включавшие создание Сунженской линии, выселение чеченцев из бассейна Сунжи, заселение равнинной части Чечни казаками и установление блокады горной Чечни с целью подчинения горцев царской власти.
В 1817 году началось строительство крепости Преградный Стан, что спровоцировало рост числа нападений чеченцев на Кавказскую линию.
В апреле 1818 года в Червлённой были сконцентрированы 4 батальона пехоты, егерский полк, 500 казаков и 16 орудий. Общая численность войск составила 7 тысяч человек. В Червлённой собрали старшин всех чеченских сёл вдоль Терека. Им был зачитан ультиматум Ермолова:
Мне не нужны мирные мошенники. Выбирайте любое: покорность или истребление ужасное.
Старшин задержали как заложников. 24 мая войска разбили лагерь в 6 верстах от Ханкальского ущелья. В июне началось строительство крепости Грозная, которая должна была закрыть чеченцам выход к Тереку и Сунже через это ущелье.
30 мая последовал новый ультиматум:
Пленных и беглых немедля отдать. Дать аманатов из лучших фамилий и поручиться, что когда придут назад ушедшие в горы, то и от них взяты будут русские и возвращены… В посредниках нет нужды… Довольно мне одному знать, что я имею дело со злодеями. Пленные и беглые или мщение ужасное.
На чеченцев, живших вдоль Сунжи и Терека, были наложены повинности: доставка хлеба и леса, предоставление 500 повозок с быками для русской армии — «безденежно». Среди чеченцев начался раскол: равнинные жители высказывались за выполнение требований Ермолова, горцы стали готовиться к борьбе.
Ермолов требовал от командования Сунженской линии
… почаще тревожить чеченцев как в Ханкале, так и на стороне Аргуна… схватывать людей, скот, лошадей, выжигать хлеб, сено, одним словом, наносить им возможно более вреда.
С XVIII века царские наместники приложили немало усилий для переселения части чеченцев на равнину для сближения их с русскими. Политика Ермолова была прямо противоположной — он стал изгонять чеченцев в горы, в том числе и тех, которые жили за пределами Чечни в Кумыкии, позволяя остаться лишь тем, за кого поручились кумыкские владельцы. Целые чеченские селения (Кара-агач, Байрам-аул, Осман-юрт, Генже-аул, Баматбек-юрт, Хасав-аул, Казах-мурза-юрт) были под конвоем выселены в горную Чечню. Политика Ермолова ставила чеченцев перед выбором: смерть от голода в горах или вооружённое сопротивление.
Дагестанцы поняли, что после Чечни настанет очередь Дагестана. В августе 1818 года в Чечню прибыл дагестанский отряд численностью примерно тысячу человек под командованием Нур-Магомеда, родственника Султана Ахмед-хана Аварского. 4 августа 1818 года близ села Старый Юрт горцы напали на большой русский обоз, двигавшийся в сопровождении роты пехотинцев. На помощь русским Ермолов выслал 7 рот пехоты и 4 орудия. В результате горцы потерпели поражение.
Притеречные чеченцы пытались избежать противостояния с русскими и шли на постоянные уступки. Однако это лишь ужесточало отношение к ним Ермолова. Теперь он стал требовать от них участия в боевых действиях против своих соплеменников. 8 сентября 1818 года было издано «Обвещение владельцам селений, на берегу Терека лежащих». В нём излагались требования наместника к равнинным чеченцам. Они были обязаны: выслать в горы всех нелояльных царской администрации; выдавать российский властям «вора» и его родных, в противном случае село предавалось огню; не пропускать через свои сёла «немирных»; держать против них постоянные караулы и вести боевые действия. В случае малейшей провинности наместник угрожал разрушить аулы, распродать семьи и повесить аманатов. Одновременно Ермолов приказывал казачьим частям в долине Терека:
… не упускать ни одного случая нанесения чеченцам возможного вреда, беспокоя и наказывая их внезапными набегами на аулы и прочее. Живущих же вблизи и всех так называемых мирных иметь под строжайшим надзором и вообще держать в ежовых рукавицах.
Ермолов планировал оставить на равнине несколько чеченских сёл для снабжения войск провиантом. 8 октября 1818 года в селе Старая Сунжа произошла стычка между солдатами и местными жителями — чеченец попытался вернуть реквизированного солдатами вола. Руководивший солдатами офицер потребовал от жителей выдать чеченца, чтобы повесить его в «назидательных целях». Жители отказались и тогда в село двинулись солдаты, которых встретили ружейным огнём. В результате штурма село было полностью уничтожено. Эта расправа вызвала возмущение в соседних сёлах и в течение трёх дней русские войска были заняты истреблением сунженских деревень, осмелившихся протестовать против их действий. Инцидент подорвал веру населения в возможность мирного сосуществования с царской администрацией. Жители стали переселяться в горы и готовиться к войне.
Для установления контроля над равнинной территорией Чечни Ермоловым была введена система приставств. Сёла между Сунжей и Тереком были объединены в одно приставство. Пристав подчинялся начальнику Левого фланга Кавказской линии и, таким образом, являлся представителем военной власти. Пристав осуществлял военно-полицейский контроль над чеченцами, судебные функции, вёл пропагандистскую работу среди населения, следил, чтобы в результате выборов сельской администрации выдвигались лояльные царской администрации люди, налагал штрафы за любые провинности.
На притеречных чеченцев была возложена обязательная служба в чеченской коннице и караулах. Отказавшихся от этой обязанности выселяли в горы. Ермолов писал:
Вместо дани постановлено, по наряду начальников, высылать на службу людей с собственным вооружением и на своём содержании. Ещё не было примера, чтобы кто-то мог заставить чеченцев употреблять оружие против своих единоземцев, но уже сделан первый к тому шаг, и им внушено, что того требовать всегда от них будут.
Военный историк А. Юров писал, что пристав Чернов
был непомерно строг: за одну попытку к хищничеству он накладывал огромные штрафы, вконец разорявшие семьи, … закапывал сопротивляющихся в земля по пояс, … бывали случаи, когда он совсем зарывал их в землю живыми.
А шашка между тем чеченцев

Вела с штыком трехгранным спор,

И именем его младенцев

Пугали жены диких гор;.
Действия Ермолова прямо противоречили обещаниям, которые он давал Александру I. Последний, особенно в начале своего правления, пытался создать представление о себе как о гуманном монархе, поэтому он постоянно напоминал наместникам о необходимости «кроткого и справедливого» отношения к горцам. Поэтому Ермолов пишет императору: «надобно остановить намерение покорить их (чеченцев) оружием». Он предлагает перенести передовую линию укреплений с Терека на Сунжу. Таким образом, равнинные чеченцы окажутся между двумя укреплёнными линиями и будут лишены возможности к сопротивлению. При этом он скрывает от императора, что горные чеченцы будут лишены возможности сезонного перегона скота на равнину. Кроме того, создание второй линии позволяет разорвать экономические связи между горной и равнинной частями региона. На деле предложение Ермолова — инструмент разделения Чечни и блокады горных районов:
… через два года всё течение Сунжи будет в руках наших, и тогда, крови их (чеченцев) не проливая, заставим их для собственного счастья переменить разбойничий образ жизни.
В октябре 1818 года строительство крепости Грозная было завершено и она стала административным центром Левого фланга Кавказской линии. Комендант крепости становился командующим войсками участка линии от Моздока до Кизляра. Пристав Чечни располагался здесь же. Первое время в крепости дислоцировались 9 рот егерей, 400 казаков, 6 орудий. Первым комендантом крепости стал полковник Греков, превосходивший в жестокости самого Ермолова.
Одной из важных проблем, которую пытался решить Ермолов, была проблема дезертирства русских солдат. Хотя, по мнению Ермолова, население Чечни являлось «одной сплошной шайкой разбойников», «ермоловские солдаты были иного мнения — и массами дезертировали в демократическую Чечню, тогда как в феодальную Кабарду не бежал почти никто». Н. Ф. Дубровин писал: «нигде не было так много беглых наших солдат, как в чеченских аулах. Приняв магометанство, многие из них женились, обзавелись хозяйством и при всех хищнических набегах на линию бывали лучшими проводниками чеченцев». Главным причинами их бегства были грубое отношение офицеров, игнорирование солдатских нужд, побои со стороны командиров.
Проблема приобрела такой размах, что привлекла внимание самого императора Александра I. 3 августа 1806 года им было издано предписание наместнику Гудовичу:
Усматривая из рапортов несоразмерное число больных, умерших и бежавших нижних чинов, полагаю, что болезни и необыкновенная смертность происходить могут от нестерпения излишнего отягощения людей, а побеги от отвращения их от службы.
Однако предписание не изменило положения в этой сфере и русские солдаты бежали к горцам вплоть до окончания Кавказской войны. Уличённых в попытке побега или пойманных солдат обычно прогоняли сквозь строй в тысячу человек от одного до трёх раз. Затем наказанный возобновлял присягу и возвращался к службе в том же полку. Ермолов с момента своего появления на Кавказе пытался искоренить побеги, но не путём улучшения жизни солдат, а ужесточением репрессивных мер. Он писал:
Мимоходом от некоторых народов потребую возвращения наших дезертиров, которые во множестве проживают в горах… Доложите Государю, что беглецов наших к горским народам надобно расстреливать.
Эта проблема усугублялась тем, что обычай гостеприимства является для горцев священным. Поэтому требование выдачи беглецов было для чеченцев неприемлемым. Они ни при каких условиях не могли принять это условие, тем более в отношении принявших ислам, женившихся на чеченках и ставших частью их общества. Ермолов знал об этом, но не отказывался от своих требований, а направлял войска против тех, кто отказывался принять его требования. Более того, он провоцировал неповиновение чеченцев, чтобы иметь основания «наказать» их. Но такое поведение демонстрировало также, что Ермолову не нужны никакие компромиссы с местным населением.
15 декабря 1818 года, накануне отъезда из Чечни Ермолов приказывает:
Командиру 16 егерского полка полковнику Грекову как местному против них [чеченцев] начальнику поручается делать в продолжение теперешней зимы набеги на их земли всегда, когда представится возможность иметь какой-нибудь успех. В предприятии сего рода нужна тайна и быстрота в исполнении оного. Спрашивать в подобных случаях разрешения начальства — значит терять удобное время.
В 1819 году царская администрация начала строительство крепости Внезапная. Понимая последствия появления такой крепости для себя, объединённые силы чеченцев и дагестанцев пытались помешать её строительству. Летом близ места строительства произошло сражение горцев с русскими войсками, в котором последние одержали победу.
Желая очистить притеречную часть Чечни от чеченцев, Ермолов решил преподать им, как он сам писал, «пример ужаса». Объектом этой акции устрашения стало село Дади-юрт. 15 сентября 1819 года войска в составе 6 рот пехоты, 700 казаков и 4 орудий напали на село. Потто писал об этом так:
Каждый дом должно было брать штурмом и не иначе, как разламывая плоские кровли… Артиллерия действовала по большей части на самом ближайшем расстоянии, то есть не далее ста шагов и под сильнейшим неприятельским огнём. Как скоро успевали сделать хотя бы малейшее отверстие в каком-либо доме, то наша пехота врывалась туда со штыками, и происходил сильнейший рукопашный бой; даже казаки большею частию спешенные, находились в стрелках. Это был первый пример, что войска наши застали неприятеля в такой беспечности, что его жены, дети и имущество находились на месте: но зато никогда чеченцы не являлись так ожесточенными… Несколько женщин бросались с кинжалами на солдат и умирали на штыках. Ужасный этот бой продолжался пять часов и селение было взято не прежде, как все защищавшее оное, погибли на месте, и только 14 человек, изнемогших от ран, были взяты в плен. Небольшому числу женщин и детей, избегших от поражения, была дана пощада… но вдвое большое их число было вырезано или погибло в пожаре, охватившем селение. Аул в буквальном смысле слова был уничтожен до основания.
В бою было убито более 500 чеченцев, русские потери составили 61 убитый и 200 раненных. Ермолов писал в одном из своих писем:
Подобного примера ещё не видывали в сием краю и я единственно для того его подал, дабы распространить ужас.
В октябре 1819 году генералы Ермолов, Сысоев, Греков предприняли ряд рейдов на земли чеченцев, в ходе которых уничтожали сёла и посевы. В результате походов тысячи чеченцев погибли, были вынуждены переселиться в горы, обрекались на голод и гибель.
Одним из факторов, позволявших русским войскам наносить поражения многократно превосходящих их численностью горцам, была разобщённость и неорганизованность последних. На момент начала деятельности Ермолова не существовало идеологии, способной их объединить. Для появления такой идеологии было нужно, чтобы Россия предстала в глазах горцев в образе врага. Такой образ и создавала политика Ермолова. Идеологией, объединившей горцев, стал мюридизм.

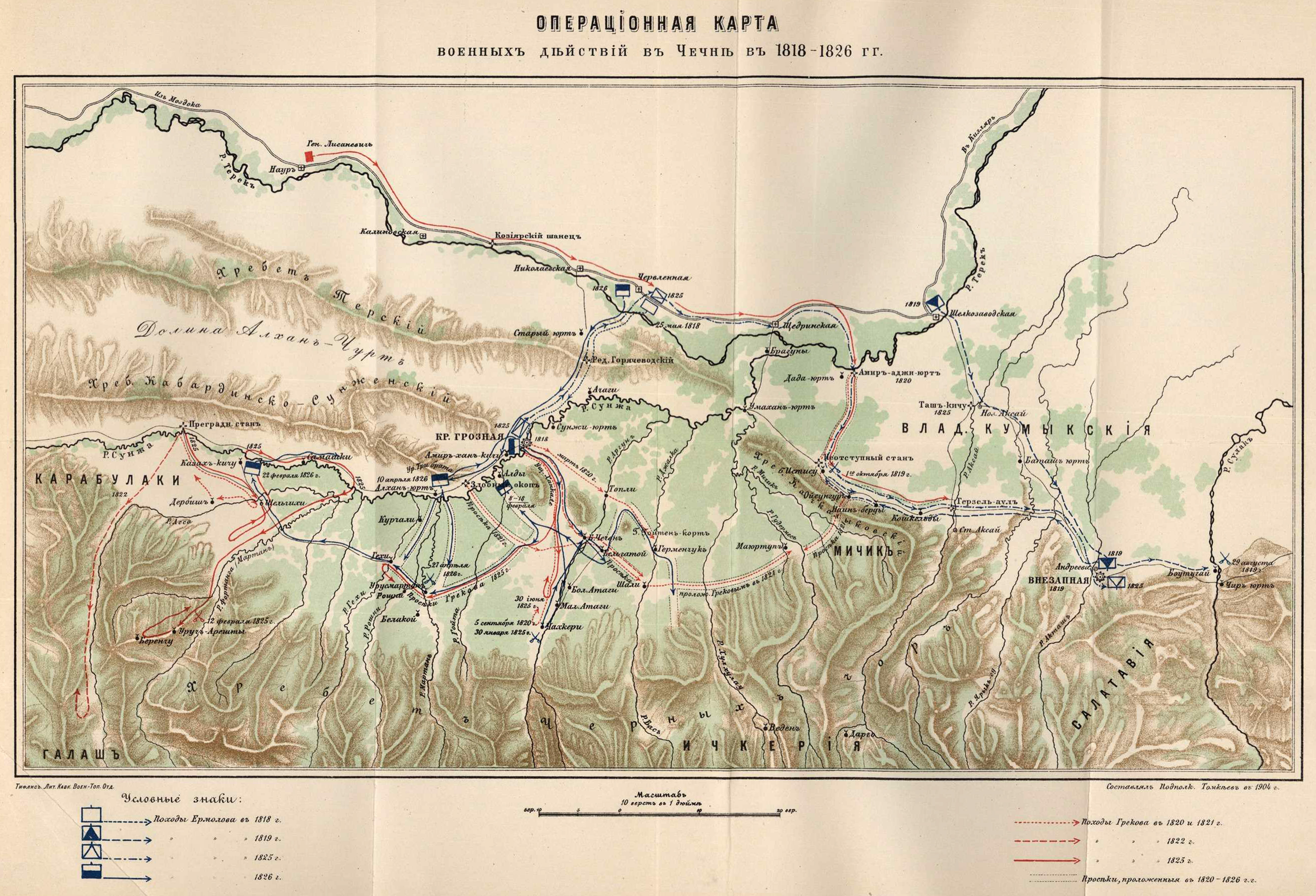
Операционная карта военных действий в Чечне в 1818—1826 годах. Составитель подполковник В. И. Томкеев 1904 год.

Для ускорения покорения Чечни командованию Кавказской линии было приказано с весны 1820 года начать прокладку дорог и строительство укреплений. Поскольку для выполнения этого распоряжения у командования не было ресурсов, оно решило использовать самих чеченцев. Чеченцы, проживавшим между Тереком и Сунжей, «под страхом истребления» должны были предоставить одну тысячу вооружённых лесорубов. 6 марта эти лесорубы в сопровождении 2,5 батальонов пехоты и 500 казаков под командованием Грекова двинулись в направлении села Герменчук. На этом пути располагалось село Топли, которое считалось покорным и ни в каких антироссийских акциях не участвовало. Тем не менее, село было «разорено до основания». Затем были собраны старейшины соседних сёл, которым было приказано предоставить лесорубов. За три дня была проложена просека к Герменчуку, и, хотя его жители не оказали сопротивления, село было сожжено.
Весной-летом 1820 года Греков прокладывал просеки за Ханкальским ущельем и к истоку Сунжи. Работы сопровождались постоянными нападениями чеченцев, пытавшихся этому процессу помешать. В сентябре того же года были уничтожены сёла Дербиш и Шельчиха, расположенные на реке Асса, и Чахкери у входа в Аргунское ущелье. В составе отряда Грекова воевали также и про-российски настроенные чеченцы, которые демонстрировали «совершенное повиновение, усердие и храбрость».
В мае-июне силами согнанных из близлежащих сёл чеченцев началось строительство укреплений Злобный Окоп и Урус-Мартановский редут, которые должны были стать звеньями цепи Грозная — Преградный Стан. В это же время генерал К. Ф. Сталь и полковник Верховский силами 2 500 мобилизованных чеченцев и кумыков строили укрепления, которые связали бы между собой крепость Внезапную с Сунженской линией. Жители соседних сёл были обязаны обеспечивать охрану строительства и снабжать пропитанием русских солдат.
В 1819 году Ермолов запретил чеченцам все торговые операции за пределами Чечни. Дагестанцам был закрыт проезд в Азербайджан, Грузию и Чечню. Было запрещено ввозить продовольствие в Чечню и Дагестан. Ермоловым была запрещена торговля даже между соседними районами Чечни и Дагестана.
Среди чеченцев росла растерянность. Старые формы борьбы оказались неэффективными, не было признанных лидеров и объединяющей идеологии. Каждое село пыталось защищаться самостоятельно и потому такая защита не могла быть успешной. Поэтому была попытка договориться с царской администрацией. В 1820 году в Грозный прибыли делегации от практически всех сёл Чечни. Однако Ермолов потребовал от них безусловной покорности, но не дал никаких гарантий прекращения карательных экспедиций.

#### Восстание в Чечне (1821—1822)

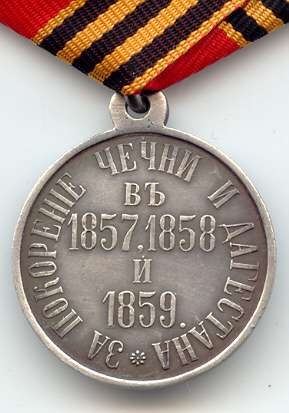
Медаль «За покорение Чечни и Дагестана».

В Чечне началось новое восстание. К нему присоединился, а вскоре возглавил его Бейбулат Таймиев. Он первым понял, что успех в борьбе за независимость возможен лишь при объединении чеченцев и создании собственной государственности. Для этого нужна была единая идеология. Такой идеологией для горцев мог стать только ислам. Таймиев не был богословом, поэтому его попытки объединения горцев не имели серьёзных результатов. Это удалось впоследствии таким лидерам, как шейх Мансур и имам Шамиль, которые были, не только военными, но и религиозными деятелями.
На роль идейных руководителей восстания имели шансы выдвинуться Магомед Майртупский и Абдул-Кадыр Герменчукский. Греков отзывался о последнем, как о «человеке, замечательном по уму, богатству и ненависти к русским». В мае 1821 года в селе Майртуп состоялось всечеченское собрание, на котором военным руководителем восставших был назван Таймиев, а духовным — Магомед Майртупский. Часть старшин во главе с Абдул-Кадыром отказалась подчиниться решениям собрания.
В июле 1821 году Греков предпринял поход в район Майртупа, в результате которого «майртупский лес был вырублен из края в край, а все находившиеся в нём аулы и хутора уничтожены». В виду явного численного превосходства царских войск, малочисленные отряды местного населения не смогли оказать им заметного сопротивления. За этот поход Греков был удостоен звания генерал-майора. Однако этот поход лишь усилил позиции Таймиева. Абдул-Кадыр понял, что противостоять российской экспансии можно только совместными усилиями и потому вступил в союз с Таймиевым. Абдул-Кадыр вёл идеологическую обработку населения, Таймиев готовил восстание в Чечне и Ингушетии.